# Bobby Adekanye
Bobby Adekanye, né le 14 février 1999 à Ibadan au Nigeria, est un footballeur néerlando-nigérian qui joue au poste d'ailier droit au Manisa FK.

## Biographie

### Jeunesse et formation
Natif d'Ibadan au Nigeria, Bobby Adekanye est formé aux Pays-Bas, à l'Ajax Amsterdam. Il rejoint en 2011 le centre de formation du FC Barcelone mais il a été contraint de quitter le club après que celui-ci a enfreint les règles de la FIFA sur la signature de joueurs mineurs. Adekanye était l'un des six jeunes joueurs interdits de jouer à nouveau pour Barcelone par la FIFA.
Il fait alors son retour aux Pays-Bas en rejoignant le PSV Eindhoven avant de rejoindre l'Angleterre et le Liverpool FC.

### Lazio Rome
Le 3 juillet 2019, Bobby Adekanye rejoint l'Italie en s'engageant jusqu'en juin 2022 avec la Lazio de Rome.  Il joue son premier match en professionnel le 19 septembre 2019, lors d'une rencontre de Ligue Europa face aux roumains du CFR Cluj. Il entre en jeu en fin de partie et son équipe s'incline par deux buts à un.

#### Prêt successifs
Le 5 octobre 2020, il est prêté pour une saison, sans option d'achat, au Cádiz CF, promu en Liga.
Le 28 janvier 2021, il est prêté jusqu'à la fin de la saison, à l'ADO La Haye, qui lutte pour le maintien en Eredivisie.
Le 30 janvier 2022, Adekanye est de nouveau prêté, cette fois au FC Crotone jusqu'à la fin de la saison.

### Go Ahead Eagles
Lors de l'été 2022, Bobby Adekanye rejoint librement le Go Ahead Eagles. Le transfert est annoncé le 21 juin 2022 et il signe un contrat courant jusqu'en juin 2024, plus une année supplémentaire en option.

### En équipe nationale
Bobby Adekanye représente les Pays-Bas en équipe de jeunes. Il compte notamment trois sélections pour un but avec les moins de 17 ans.

## Palmarès

### En club
- Lazio Rome
  - Vainqueur de la Supercoupe d'Italie en 2019